# نویندورف-ساخزنبانده
نویندورف-ساخزنبانده (به آلمانی: Neuendorf-Sachsenbande) یک شهر در آلمان است که در اشتاینبورگ واقع شده‌است. نویندورف-ساخزنبانده ۴۹۳ نفر جمعیت دارد.